# Lines of White on a Sullen Sea

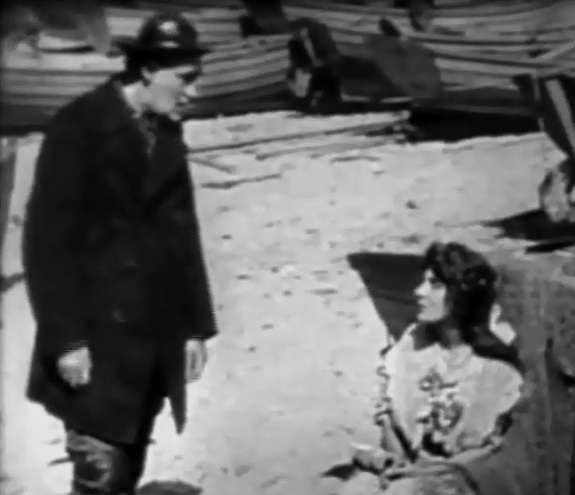
Joe (George Nichols) und Emily (Linda Arvidson)

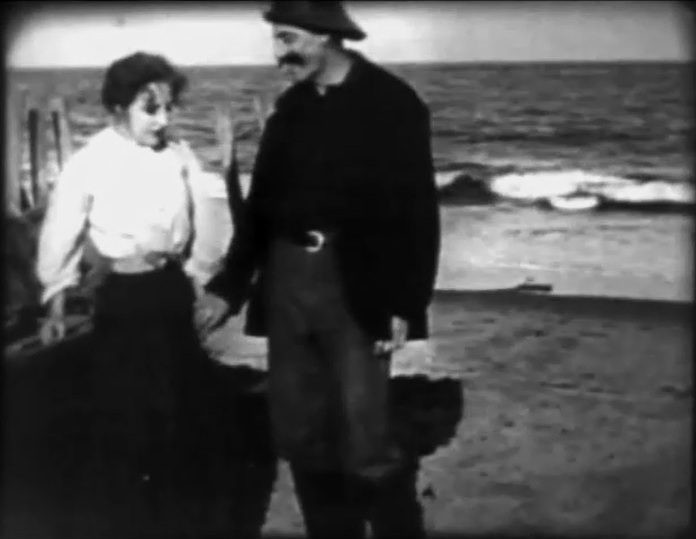
Bill (James Kirkwood) und seine Ehefrau (Marion Leonard)

Lines of White on a Sullen Sea (deutsch: Weiße Linien auf einer trüben See) ist ein US-amerikanisches Filmmelodram des Regisseurs David Wark Griffith aus dem Jahr 1909. Das Drehbuch schrieb Stanner E. V. Taylor, der Stummfilm ist eine Produktion der American Mutoscope and Biograph Company.

## Handlung
Das hübsche Fischermädchen Emily Brackett wird von zwei Männern umworben, Joe und Bill. Sie weist Joe mit seinem Verlobungsring zurück und entscheidet sich für Bill, der ihr ein Armband umlegt, dessen Schlüssel er behält. Auf diese Weise wollen beide sich ihrer Treue versichern. Joe ist zutiefst getroffen, aber er wünscht Emily alles Gute. Als Bill wieder auf das Meer hinausmuss, verspricht er ihr für den Zeitpunkt seiner Rückkehr die Ehe. Doch Bill ist ein schwacher Charakter, im ersten Hafen begegnet er einem jungen hübschen Mädchen und Emily ist vergessen. Er heiratet seine neue Favoritin, lässt sich in dem Fischerdorf nieder und wird Kapitän eines Fischerboots.
Derweil wartet Emily in ständiger Hoffnung aber stets vergebens auf Bills Rückkehr. Jeden Tag erwartet sie einen Brief von Bill, bei jeder Rückkehr eines Fischerbootes hofft sie, dass Bill an Bord ist. Tag für Tag hält sie Ausschau auf die trübe See, die aber nur große weiße Linien von Wellen hervorbringt, die auf den Strand laufen und sie zu verspotten scheinen. Der treue Joe wünscht nichts sehnlicher, als ihr seinen Verlobungsring endlich an den Finger stecken zu dürfen, doch Emily hat Bill ihre Treue geschworen.
Wochen vergehen, Monate und Jahre. Schließlich bricht Emily unter der Last der Sorge um Bill zusammen und ist dem Tode nahe. Da erscheint Bill im Dorf, nach sechs Jahren Abwesenheit und mit Frau und Kind. Als Joe ihm begegnet, möchte er ihn zunächst niederschlagen, doch er besinnt sich im letzten Augenblick. Er zwingt Bill, die sterbende Emily aufzusuchen, ihr Joes Ring zu überreichen, und dabei vorzutäuschen, dass er sein Eheversprechen wahr macht und zu ihr zurückkehrt. Emily lächelt und versucht, sich im Bett aufzurichten, sinkt aber wieder zurück und stirbt.

## Produktionsnotizen
Die Hafenaufnahmen wurden in Galilee, New Jersey, gedreht.
Lines of White on a Sullen Sea ist ein One-Reeler auf 35-mm-Film mit einer Länge von 975 Fuß. Der Film kam am 28. Oktober 1909 in die Kinos.

## Kritik
The Moving Picture World bezeichnet die schauspielerische Leistung der Hauptdarsteller in Lines of White on a Sullen Sea als die bestmögliche und erhabenste. Diese Geschichte einer unerwiderten Liebe sei fraglos von großer Bedeutung für die Entwicklung des Stummfilmdramas. Die Geschichten seien bekannt, aber wie die Biograph Company sie in ihren Filmen zeige, mache die Filme außergewöhnlich.